# Gefäß (Waffe)

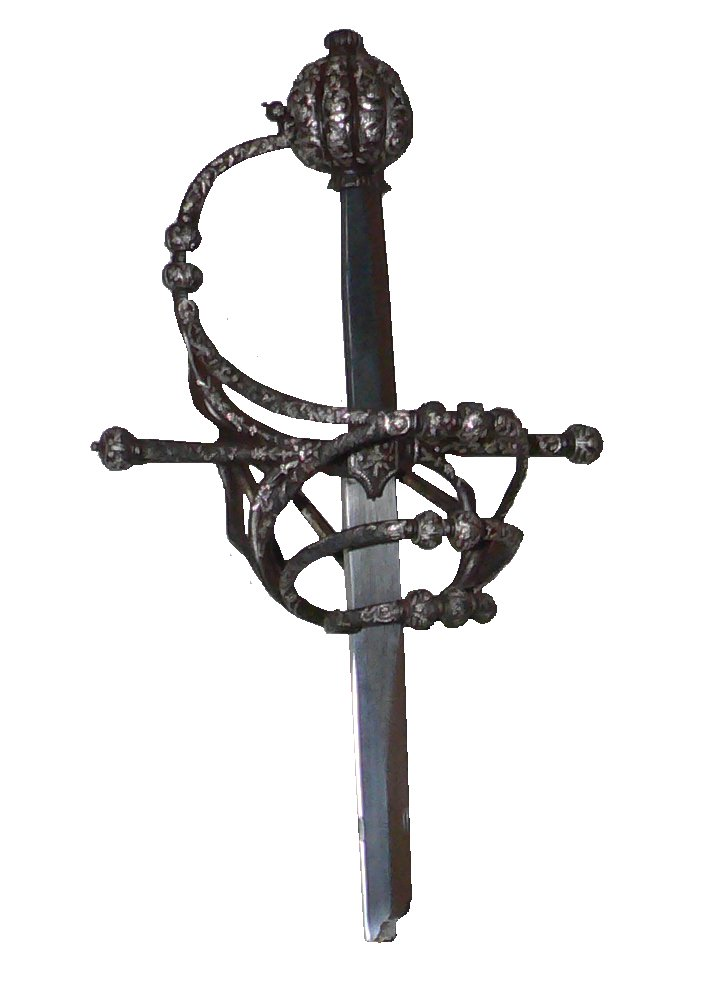
Gefäß eines Rapiers, bestehend aus Griff, Knauf, und verschiedenen Parier- und Handschutzelementen (z. B. Parierstange und Griffbügel)

Das Gefäß umfasst alle Teile einer Griffwaffe (Hieb-, Stich- und Stoßwaffen mit ausgeprägtem Griff), die dem Erfassen derselben, der Abwehr der gegnerischen Waffe, dem Schutz der Hand und dem Zusammenhalt dieser Teile dienen. Eine Klingenwaffe besteht demnach aus Klinge, Gefäß und Scheide.

## Bestandteile
Bestandteile eines Gefäßes sind:
- Heft bzw. Griff; dieser wird mit der Hand umfasst
- Knauf; Abschluss des Griffes
- Handschutzelemente zum Schutz der Hand
- Parierelemente zur Abwehr der gegnerischen Klinge; vielfach gleichzeitig Doppelfunktion als Handschutzelemente

## Gefäßgruppen

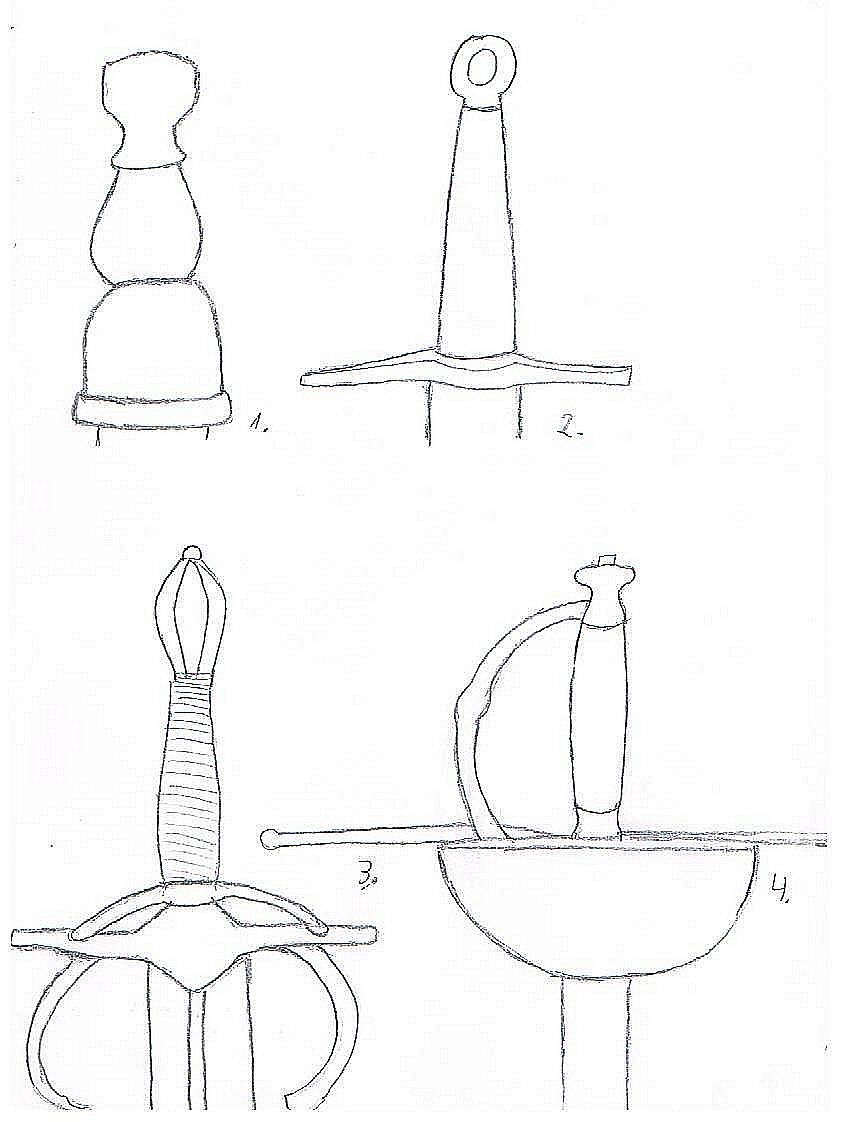
Gefäßgruppen 1 (Bild 1)

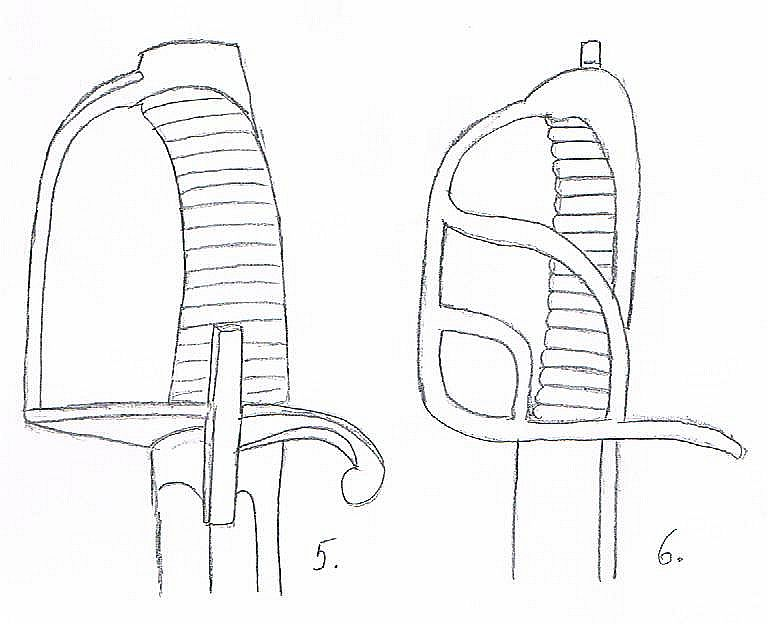
Gefäßgruppen 2 (Bild 2)

Die Gefäße können von sehr einfach bis komplex ausgestaltet sein. Sie werden grundsätzlich in folgende Gruppen eingeteilt (Nummern entsprechen den Abbildungen in den Bildern 1 und 2):
1. einfaches Gefäß z. B. an Bauernwehr, Schaschka, oder Dirk (Bild 1)
2. einfaches Kreuzgefäß z. B. am Schwert, Faschinenmesser, Großes Messer (Bild 1)
3. kompliziertes Kreuzgefäß z. B. am Schwert und am Degen (Bild 1)
4. Glockengefäß z. B. am Degen (Bild 1)
5. einfaches Bügelgefäß z. B. am Säbel (Bild 2)
6. Gitterkorbgefäß z. B. an Schiavona, Mortuary Sword (Bild 2)[2]